# Pale Blue Eyes
〈Pale Blue Eyes〉는 루 리드가 작사, 작곡한 미국의 록 밴드 벨벳 언더그라운드의 곡이다. 1969년 음반 《The Velvet Underground》에 수록되었다.
이름에도 불구하고, 〈Pale Blue Eyes〉는 그의 저서 《Between Thought and Expression》에서 언급했듯이, 눈이 헤이즐인 사람에 대해 쓰여졌다. 이 곡은 당시 다른 남자와 결혼한 리드의 첫사랑인 셸리 앨빈에 의해 영감을 받았다고 한다.
루 리드는 처음에는 1990년 카르티에 현대미술재단에서 벨벳 언더그라운드의 첫 재결합을 위해 〈Pale Blue Eyes〉를 연주하고 싶었다. 누군가가 존 케일이 밴드를 떠난 후 그가 이 곡을 썼다는 것을 상기시키자, 리드는 "그렇다면 〈Heroin〉이 되어야 할 것이다"라고 말했다.

## 대중문화
이 노래는 1997년 대한민국의 로맨스 영화 《접속》에서 라디오 PD (한석규)가 음반 《The Velvet Underground》가 담긴 익명의 패키지를 받고 그의 옛 연인과 다시 연결되기를 바라며 〈Pale Blue Eyes〉를 틀어주는 내용이다. 그리고 이 음반과 노래를 계기로 전도연과 PC통신 친구가 된다.
이 음반의 노래와 LP 버전은 모두 2009년~2010년 대한민국의 시트콤 《지붕 뚫고 하이킥!》의 에피소드에 실렸다. 신세경 (신세경)과 이지훈 (최다니엘)이라는 캐릭터는 지훈이 대학생 시절 자주 가던 레코드 바와 카페에서 이 노래를 여러 번 들었다. 이후 세경은 기념품으로 음반을 구입했고, 이후 에피소드에서는 생일 선물로 지훈에게 음반을 선물했다.

## 참여 인원
- 루 리드 - 리드 보컬, 일렉트릭 기타
- 더그 율 - 베이스 기타, 해먼드 오르간, 백 보컬
- 스털링 모리슨 - 일렉트릭 기타, 백 보컬
- 모린 터커 - 탬버린